# Narrenmühle

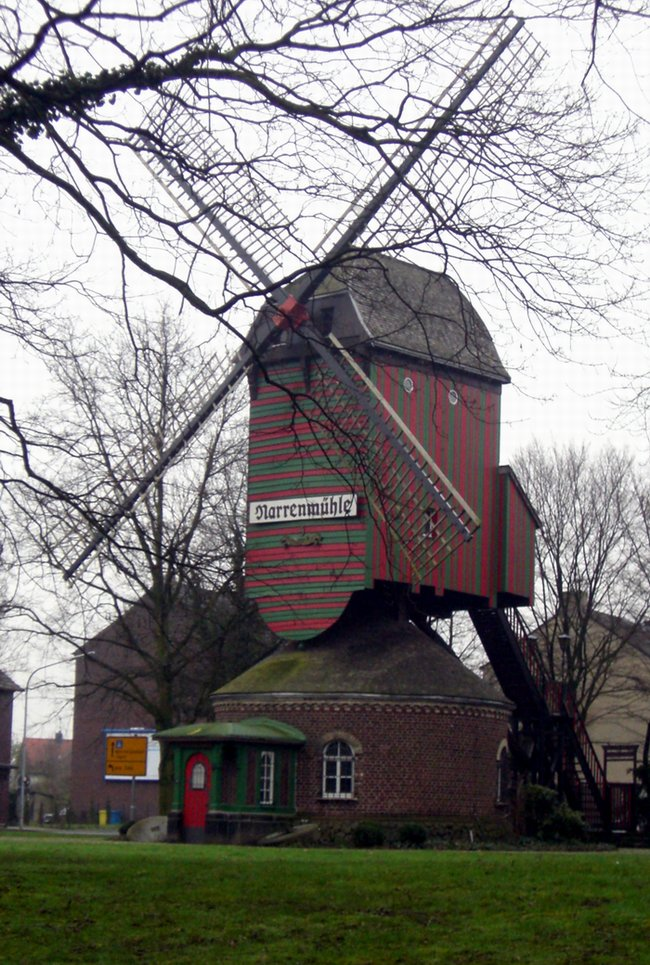
Die Dülkener Narrenmühle

Die Narrenmühle ist eine Bockwindmühle mit Segelgatterflügeln, Steertflügelnachführung und – als Seltenheit – mit ziegelummauertem Ständer (Bock) im Viersener Stadtteil Dülken am linken Niederrhein an der südostwärts verlaufenden Rheindahlener Straße. Ihre Bauart weist Ähnlichkeit zu den sonst nur in Flandern anzutreffenden Turmkotten-Mühlen (Torenkotmoelen) auf, ist Sitz der Dülkener Narrenakademie und das Wahrzeichen von Dülken.
Die früher als Museumsmühle, später als Narrenmühle bezeichnete Mühle wurde 1809 errichtet und war als Kornmühle in Betrieb, wie eine Inschrift im Triebrad des damals vorhandenen Mahlwerks im obersten Stockwerk belegt. Sie wurde vom früheren Pächter der Tränk(en)mühle Holtz gebaut. Im Gegensatz zu der 1506 errichteten Tränk(en)mühle (vor dem Süchtelner Tor auf dem Mühlenberg gelegen; heute Standort der Paul-Weyers-Grundschule) und der 1556 gebauten Hochmühle oder Höchmühle (am Amerner Weg gelegen) war sie keine Kameralmühle mit Mühlenzwang, sondern privat finanziert.
1906 ging sie in städtischen Besitz über, wurde 1912 um 1,80 Meter gehoben, von Grund auf repariert und als Museum eingerichtet. Im Jahr 1950 wurde die Mühle an die Narrenakademie der „Berittene Akademie der Künste und Wissenschaft“ (Academia Equestris Artium et Scientiarum) abgegeben, die von da an im unteren Teil weiterhin ein Narrenmuseum unterhält und im oberen Teil, im sogenannten „Weisheitssaal“, ihre Sitzungen abhält.
Bis zum Jahre 1799 spielten sich die närrischen Aktivitäten im Norden der Stadt an der bereits genannten Tränkenmühle ab. Am 9. September 1800 zerstörte ein Herbststurm viele Teile der Mühle, die mit staatlichen Mitteln wieder errichtet wurde und am 2. Oktober 1880 endgültig abbrannte. Sie hatte einen eingefassten Bock wie die heutige Narrenmühle, allerdings aus Holz. Zur Erinnerung an den Brand wird im Rahmen des Sankt-Martins-Umzuges alljährlich eine Strohmühle abgebrannt.
Am 11. November jedes Jahres treten die Mitglieder der Narrenakademie (früher vornehmlich Akademiker, Kaufleute und Stadträte) ihren „Narrenritt“ auf hölzernen Steckenpferden um die Windmühle an und eröffnen damit die Dülkener Karnevalssession. Der Ritt um die Narrenmühle kann als Tradition bis ins 18. Jahrhundert zurückverfolgt werden, wird aber bereits von Anbeginn Praxis der Berittenen Akademie gewesen sein. Alte Orden, Fahnen, Hüte und Bücher, die dies belegen, werden im Museum der Mühle aufbewahrt.

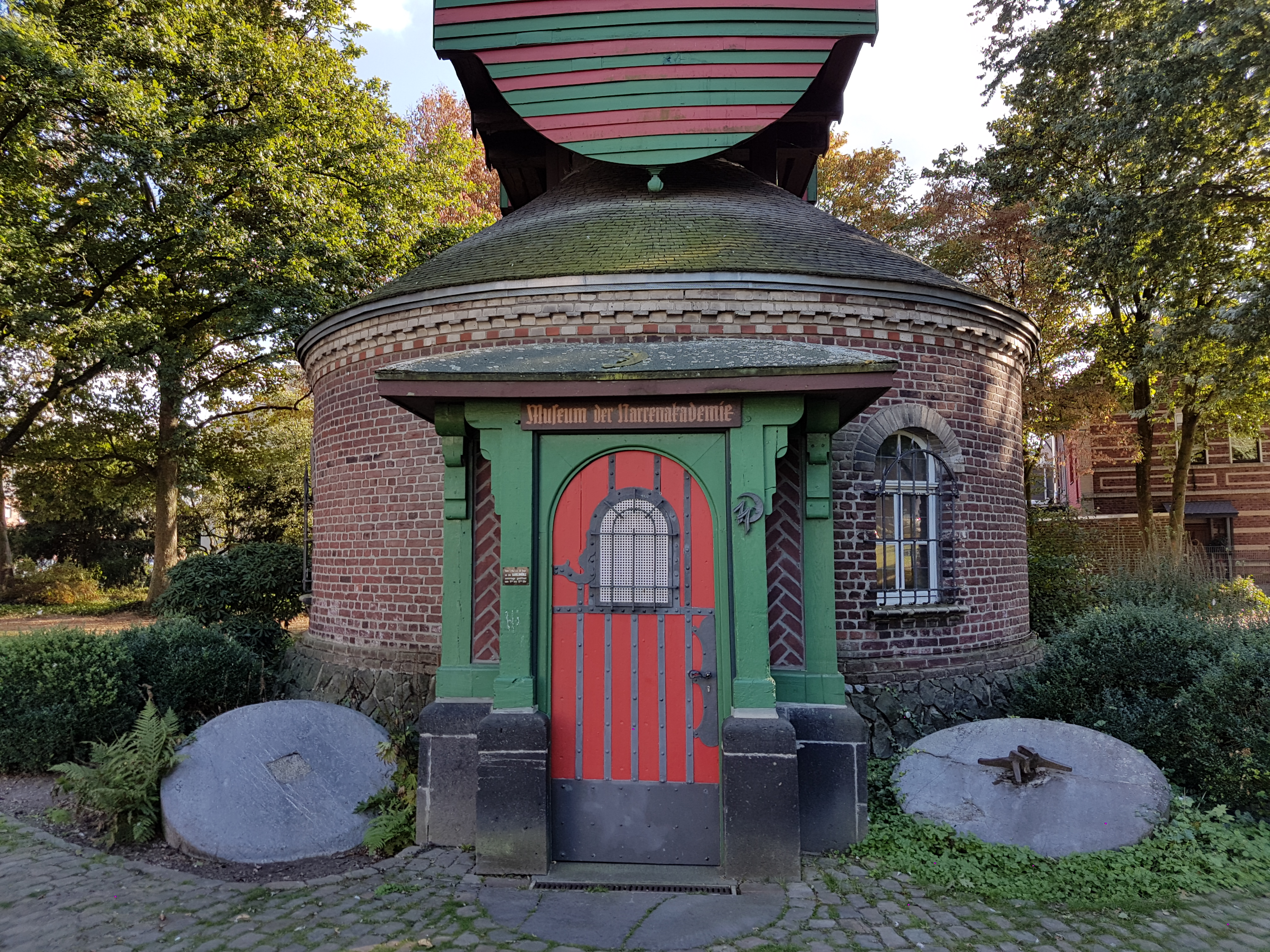
Eingang Museum der Narrenakademie

Die Narrenakademie hat eine lange Tradition. Vor mehr als 450 Jahren zur Zeit des mehr als drei Jahre dauernden, auf Veranlassung von König Sigismund abgehaltenen Konstanzer Konzils (1414–1418) verkündete Herzog Adolf II., dass „… nun die Bürger unserer getreuen Stadt Dülken des Narrentums nicht länger ledig gehen wollen und eine bürgerliche Akademie gründen.“ Erst um 1554 fand die proklamierte Gründung der „erleuchteten Monduniversität“ (Illuminata universitas lunaris) tatsächlich statt, an der Hofnarren zu akademischen Graden kommen konnten.
Im April 2020 wurde die Mühle demontiert und in eine Fachwerkstatt in Afferden (Niederlande) transportiert.